# Gyrocarpus jatrophifolius
Gyrocarpus jatrophifolius är en tvåhjärtbladig växtart som beskrevs av Karel Domin. Gyrocarpus jatrophifolius ingår i släktet Gyrocarpus och familjen Hernandiaceae. Inga underarter finns listade i Catalogue of Life.